# Z különítmény
A Z különítmény (eredeti cím: Z-squad) 2006-tól 2007-ig futott dél-koreai televíziós 3D-s számítógépes animációs sorozat, amelynek alkotója Choi Jin. A tévéfilmsorozat az Enemes Co gyártásában készült. Műfaját tekintve akciófilm-sorozat és filmvígjáték-sorozat. Dél-Koreában a SBS vetítette, Magyarországon pedig a Minimax és KidsCo sugározta.

## Ismertető
A főszereplő, három lány, akik hétköznapiak. A neveik Chaney, Jeanie és Haemi. A kezükbe van a sorsa egy párhuzamos világegyetemnek. A Z-különítményt hárman együtt alkotják. Erőkristályokra van szükségük. Gyűjteniük kell, hogy a nagy harcost megvédjék. A neve Aramis és az életét a Z Nemzet megmentésének szentelte. A gonosz Zottok a három lány dolgát megnehezítik. A Zottokat le kell győzniük. Ha nem sikerül ez, akkor megpecsételődik a herceg sorsa és egyben a Z Nemzet sorsa is.

## Szereplők
- Chaney – A démonos pillantású lány. Formált a frizurája. A bőre sötét, a haja piros. Szintén piros a szeme is, amikor dühös.
- Jeanie – A vezető lány, akiinek jók a válaszai. A haja zöld. Irigy pillantásai vannak. Különbözik a másik két lánytól mert neki nem ugyanaz a szemszíne mint a hajszíne. Nagyon okos és hatalmat nyert az első helyen.
- Haemi – A legnyugalmasabb és a legtörődőbb lány, mind hármuk közül. Barátságot köt a többiekkel, hogy együtt velük biztonságba érezze magát. Rózsaszín a haja és egy fejpántot visel. Szintén rózsaszín a szeme is.
- Aramis – A nagy harcos, akit a lányoknak kell megmenteni és ha ez nem sikerül, akkor megpecsételődik a sorsa a Z Nemzettel együtt.

## Epizódok
1. Szuper Trió (Super Trio)
2. Z különítmény (Z-Squad)
3. Első misszió (First Mission)
4. Vakszerelem (Blind Love)
5. Pandúr az útrejtvényen (Riddle of the Pandora Zoot)
6. Az alapok megrázása (Shaking the Foundation)
7. Igazságtalan meccs (Unfair Match)
8. Butcher bosszúja (Butcher's Revenge)
9. A szennyező zoot (Pollution Zoot)
10. Esőöv 1. rész (Power Belt 1)
11. Esőöv 2. rész (Power Belt 2)
12. Veszélyben a szeretet zott (Endangered Love Zoot)
13. A játék vége (Game Over)
14. Csapat munka 1. rész (Teamwork 1)
15. Csapat munka 2. rész (Teamwork 2)
16. A kapzsiság zootja 1. rész (Zoot of Greed 1)
17. A kapzsiság zootja 2. rész (Zoot of Greed 2)
18. A kommunikáció összeomlása (Communication Breakdom)
19. A kedvenc kutyám 1. rész (My Favourite Dog 1)
20. A kedvenc kutyám 2. rész (My Favourite Dog 2)
21. Az út szabályai 1. rész (Rules of the Road 1)
22. Az út szabályai 2. rész (Rules of the Road 2)
23. Bernice bánata (The Sorron of Bernice)
24. Az állatker (The Zoo)
25. Kössz az emlékeket 1. rész (Thanks for the Memories 1)
26. Kössz az emlékeket 2. rész (Thanks for the Memories 2)